# Celestial Entrance
Celestial Entrance is het tweede album van Pagan's Mind, uitgebracht in 2003 door Limb. Het is geïnspireerd door het werk van Erich von Däniken over de zoektocht naar buitenaards leven en het verband tussen de belangrijke religies. De band ging verder op dit concept op hun volgende album Enigmatic: Calling.

## Track listing
1. "Approaching" – 2:48
2. "Through Osiris' Eyes" – 6:08
3. "Entrance: Stargate" – 6:01
4. "...Of Epic Questions" – 6:10
5. "Dimensions of Fire" – 7:28
6. "Dreamscape Lucidity" – 6:39
7. "The Seven Sacred Promises" – 6:28
8. "Back to the Magic of Childhood: Conception, Pt.1" – 2:46
9. "Back to the Magic of Childhood: Exploring Life, Pt.2" – 9:17
10. "In Brilliant White Light" – 2:44
11. "Aegean Shores" – 5:14
12. "The Prophecy of Pleiades" – 9:53

## Band
- Nils K. Rue - Zanger
- Jørn Viggo Lofstad - Gitarist
- Thorstein Aaby - Gitarist
- Steinar Krokmo - Bassist
- Ronny Tegner - Toetsenist
- Stian Kristoffersen - Drummer